# Port lotniczy Tinak
Port lotniczy Tinak (IATA: TIC) – port lotniczy zlokalizowany na atolu Arno (Wyspy Marshalla).